# HD 169570
HD 169570，又名CP-74 1682，SAO 257601、HR 6899，是一颗恒星，视星等为5.89，位于銀經320.58，銀緯-24.73，其B1900.0坐标为赤經18h 20m 4.9s，赤緯-74° -24.73′ 38″。